# Gitarrensynthesizer
Ein Gitarrensynthesizer ist ein Musikinstrument mit synthetischer Klangerzeugung (Synthesizer). Im Gegensatz zum Keyboard wird das Instrument nicht über eine Klaviatur, sondern über Saiten angesteuert, was eine Spielweise wie bei einer Gitarre erlaubt. Frühe Instrumente bestanden aus einer Steuergitarre (analog einer Klaviatur) und dem Klangerzeuger.
Nach der Einführung des MIDI-Standards ab 1982 gab es Guitar-to-MIDI-Interfaces, die per spezieller Tonabnehmer an der Gitarre einen MIDI-Datenstrom erzeugen, mit dem man MIDI-fähige Synthesizer ansteuern kann.

## Analoge Gitarrensynthesizer
Die japanische Firma Roland hatte ab 1977 mehrere Kombinationen von speziell abgestimmten Gitarren und Tonabnehmern im Programm, beginnend mit dem ersten Gitarrensynthesizer überhaupt, dem GR-500. Dazu gehörte eine speziell abgestimmte Gitarre (GS-500) mit einem Tonabnehmer, der für jede einzelne Saite ein Signal abnehmen konnte. Über ein 24-poliges Kabel werden die Signale sowie einige Einstellungen an der Gitarre an den rein spannungsgesteuerten 6-stimmigen analogen Synthesizer GR-500 weitergegeben. Der GR-500 hat separate Bass, Ensemble- und Sologruppen mit rein analogen Oszillatoren und Filtern. Die Klangerzeugung entsprach damit in der Qualität etwa den polyphonen Moog-Synthesizern. Die dazugehörige Gitarre war ein auch nach heutigen Maßstäben noch professionelles, gut spielbares Instrument und kostet alleine schon 1000 US-$ (heute rund 4.300 US-$).
Ähnlich funktionierten frühe andere Produkte von Roland wie der verbesserte GR-300 (GS-303). Der 1980 patentierte Synth wurde vor allem durch Pat Metheny berühmt, der ihn bis heute spielt. Erstmals wurde in die Gitarre ein 6fach Mini-Humbucker eingesetzt, dessen Signale mit 25 Volt direkt die spannungsgesteuerten Oszillatoren des Synthesizers ansteuerten. Dieses Prinzip wird bis heute in den GK Pickups von Roland (und verschiedenen Nachahmern) eingesetzt. Die patentierte Eingangsfilterung vor der Klangerzeugung sorgte für ein besonders musikalisches und zuverlässiges Spielverhalten und einen trompetenartigen Klang und verzögerungsfreies Spiel.
Die typischen Sounds der frühen analogen Gitarrensynthesizer von Roland werden in vielen neueren, digitalen Geräten emuliert.

## MIDI-basierte Systeme

### MIDI-Gitarren

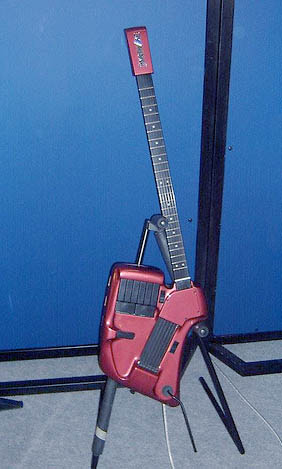
SynthAxe (1986)

Bei MIDI-Gitarren handelt es sich um spezielle Gitarren, die einzig dazu gedacht sind, die gespielten Töne bzw. Fingerbewegungen digital abzutasten und MIDI-Daten zu liefern. Die Instrumente können wie herkömmliche Gitarren gespielt werden, besitzen meistens keine oder keine echten Saiten. Die Daten werden durch eine Vielzahl von Sensoren produziert, die sowohl am Hals (z. B. der abgebildeten SynthAxe) als auch am Korpus vorhanden sind. Das professionellste dieser Art, die SynthAxe kostete 1990 alleine 10.000 £ ohne einen Tonerzeuger. Andy Summers (The Police) sagte dazu, dass das System für ihn auch nur mit dem Fairlight System richtig funktionierte, was nochmal 25.000 £ für ein „ugly System“ bedeutet hätte, so dass er sich für den wesentlich günstigeren analogen GR-300 entschieden hätte.
Vorteil einer echten MIDI-Gitarre ist, dass beim Spielen eine Vielzahl von MIDI-Parametern direkt interpretiert werden kann, die Latenz-Zeiten vergleichsweise gering sind und später manche MIDI-Gitarre kostengünstiger zu haben war als Lösungen, um E-Gitarren MIDI-fähig nachzurüsten.

### MIDI-Pickups
Einige Hersteller bieten spezielle Pickups für handelsübliche E-Gitarren und Bässe an, die je nach Bauart fest verschraubt werden oder unter das vorhandene Pickup geklebt werden. Das zusätzliche Pickup wird dabei per Kabel mit einer Wandler-Box verbunden, die an den Korpus der Gitarre angebracht wird. Der Tonabnehmer digitalisiert hierbei die Saiten-Schwingungen jedoch noch nicht, sondern tastet diese nur einzeln ab, um ein spezielles Audio-Signal zu produzieren, das leicht digitalisiert werden kann. Wird ein MIDI-Pickup eingesetzt, ist daher noch ein zusätzlicher Konverter erforderlich, der das eigentliche MIDI-Signal produziert. Alternativ kann auch ein spezieller Synthesizer eingesetzt werden, der einen Eingang für MIDI-Pickups besitzt. Vorteil dieser Lösung ist, dass nahezu jede beliebige E-Gitarre midi-fähig nachgerüstet werden kann und trotz Nachrüstung alternativ auch weiterhin wie eine herkömmliche E-Gitarre gespielt werden kann. Aktuelle MIDI-Pickups sind zudem häufig so beschaffen, dass sie problemlos wieder entfernt und danach auf einer anderen Gitarre installiert werden können. Nachteil ist, dass es sich hierbei um eine sehr teure Lösung handelt. Während MIDI-Pickups inklusive Wandler bereits für 100 Euro käuflich zu erwerben sind, wird der erforderliche Konverter auf dem Markt kaum für unter 500 Euro angeboten. Synthesizer, die das Signal eines MIDI-Pickups direkt verarbeiten können, gibt es nicht unter 1.000 Euro.

### MIDI-Konverter
Mit Einführung von MIDI fingen mehrere Hersteller an, reine Konverter für Pickup zu MIDI-Signalen zu bauen, die umfangreiche Konfigurationsmöglichkeiten boten. Bekannte Hersteller sind Roland (GM-70), Ibanez (MC1) und aus Deutschland Axon-Terratec, die mit intelligenten, selbstlernenden Algorithmen für ihr Produkt werben konnten. Als kostengünstigste Lösung werden Konverter inzwischen bereits für unter 100 Euro angeboten, die das analoge Tonsignal einer Gitarre abtasten, um daraus MIDI-Daten zu erzeugen. Spezielle oder umgerüstete Gitarren sind hierfür nicht notwendig. Nachteile sind die hohen Latenz-Zeiten sowie die Tatsache, dass nur Einzelnoten in MIDI-Daten umgewandelt werden können und keine Akkorde. Da viele aktuelle Gitarrensynthesizer das Gitarrensignal direkt verarbeiten, schwindet die Bedeutung von Konvertern.

### Software
Es gibt zudem Software, mit der auf Mac und PC Audiosignale in MIDI-Daten verwandelt werden, so dass man direkt in einem digitalen Studio (DAW) Softwareinstrumente ansteuern kann.

## Aktuelle digitale Systeme
Aktuelle Gitarrensynthesizer digitalisieren das Gitarrensignal am Eingang mittels eines A/D-Wandlers mit Abtastraten bis zu 384 kHz und Auflösungen von 24 Bit und steuern damit verschiedene Syntheseeinheiten an. Inzwischen können so unterschiedliche Syntheseformen in einem handlichen kleinen Gerät emuliert werden. Der Gitarrist kann so auf verschiedene digital simulierte Geräte wie z. B. virtuell analoge Synthesizer mit Oszillatoren und Filtern, oder durch Physical-Modelling nachgeahmte Instrumente zugreifen und so eine Vielzahl von Klängen generieren. Allerdings brauchen selbst hier manche Geräte wie der BOSS SY-1000, zur vollen Entfaltung ihrer Möglichkeiten einen speziellen Tonabnehmer, um jede Saite einzeln zu erfassen. Dafür enthält das Gerät auch eine komplette Effektsektion (Reverb, Echo, Chorus, Flanger) und emuliert verschiedene Verstärkertypen. Die Klänge können am Computer editiert werden.

## Anwendung
Das Anwendungsgebiet ist dasselbe wie das des normalen Synthesizers; man kann also mit einer Gitarre Instrumente imitieren oder Fantasie-Klänge erzeugen. Oft wird der Synthesizer-Sound dem normalen Gitarrenklang hinzugemischt.

### Einschränkungen bei der Verwendung
Da E-Gitarren ein analoges Ausgangssignal liefern, wobei die Schwingungen aller Saiten auf einem Kanal übertragen werden, ist es schwierig, die einzelnen Töne eines Akkordes zu erkennen und zu wandeln. Man benötigt also einen hexaphonischen Piezo-Tonabnehmer (Hex-Pick-Up), der die Schwingungen der Saiten einzeln abnimmt. Dieser wird auf der Gitarre montiert und mit einem Extrakabel am Gitarrensynthesizer oder an einem polyphonen Instrument-zu-MIDI-Konverter angeschlossen.
Ein weiteres Problem ist das sogenannte Tracking. Die Schwingung der Saite muss erst in ein MIDI-Signal umgewandelt werden. Dieses benötigt Rechenzeit, wodurch der Ton auch bei modernen Geräten noch leicht verzögert kommt. Dabei ist die Tonhöhe des gespielten Tones entscheidend. Je tiefer der Ton, desto höher die Latenz zwischen angeschlagener Saite und Synthesizer-Sound. Dadurch können schnelle Tonfolgen abgehackt oder unsauber klingen. Außerdem ist es dadurch schwierig, ein korrektes Timing im Spiel zu haben. Auch die Erkennung von Bendings funktioniert nicht immer einwandfrei.

## Musiker
Der 20fache Grammy-Gewinner Pat Metheny hat verschiedene Gitarrensynthesizer gespielt. Neben dem bis heute (2023) genutzten Roland GR-300 benutzte er auch eine für ihn angefertigte Kombination aus der Roland Steuergitarre und einem Synclavier. Metheny sagte 1999 zum Roland GR-300: „Ich lerne immer noch, wie man ihn spielt – jedes Jahr komme ich etwas näher dran“. Unterschiede im Klang zwischen Live- und Studioaufnahmen ergeben sich auch durch die Verstärker.
Andy Summers (The Police) hat in den 1980er Jahren verschiedene Systeme getestet und zwei Roland-Synthesizer („… the yellow and the blue one“) benutzt. „Viele Synthesizer-Sounds der frühen The-Police-Hits sind auf dem Gitarrensynthesizer gespielt“ bestätigte Hugh Padgham, der Produzent und Toningenieur der Band, in einem Interview 2013.
Weitere Jazz- und Fusionmusiker, die zeitweise am Gitarrensynthesizer zu hören sind, sind Allan Holdsworth, Bill Frisell, Al Di Meola, John McLaughlin, Lee Ritenour und Mike Stern.